# SpaceX CRS-27
SpaceX CRS-27, також відома як SpX-27 — 27-та місія вантажного космічного корабля Dragon до Міжнародної космічної станції, запуск якої здійснено 15 березня 2023 року. Це 7-й запуск ракети-носія компанії SpaceX у рамках другої фази контракту Commercial Resupply Services (2016 року) з компанією НАСА.

## Корисне навантаження
Корабель доставить до МКС близько 3400 кг корисного вантажу. У тому числі:
- матеріали для наукових досліджень: 1200 кг;
- продукти харчування: 910 кг;
- обладнання для виходу у відкритий космос: 170 кг;
- комп’ютерна техніка: до 30 кг;
- зовнішнє корисне навантаження: 530 кг.

## Хід місії
Запуск корабля здійснено 15 березня 2023, о 00:30 (UTC) з пускового майданчика LC-39A Космічного центру імені Кеннеді. Після запуску перший ступінь ракети успішно повернувся на плаваючу платформу в Атлантичному океані.
16 березня об 11:31 (UTC) корабель в автоматичному режимі пристикувався до модуля Гармоні МКС.
15 квітня о 15:05 (UTC) корабель від'єдався від станції та о 20:58 (UTC) цього ж дня успішно приводнився в Мексиканській затоці біля берегів Флориди. Він доставив на Землю близько 1950 кг корисного навантаження, серед якого переважно результати наукових експериментів.